# Saulo Sarmiento
Saulo Sarmiento, né le 13 août 1987 à Las Palmas, est un acrobate et danseur espagnol des îles Canaries. Il s'est produit avec le Cirque du Soleil ainsi que lors des émissions de télévision Britain's Got Talent, diffusée sur la chaine britannique ITV et La France a un incroyable talent diffusée sur M6,,,. Il a commencé la gymnastique à l'âge de 13 ans,. Il base son entraînement sur le fitness, avec des entraînements de poids et de yoga.